# Michael Müller (politikus)
Michael Müller (Nyugat-Berlin, 1964. december 9.) német szociáldemokrata politikus, 2014 és 2020 között Berlin polgármestere, 2017. november 1-től egy évig a Bundesrat elnöke volt.
2021-ben a Bundestag tagja lett.